# Мэнсфилд-колледж
Мэнсфилд-колледж (англ. Mansfield College) — один из колледжей Оксфордского университета. Первоначально был основан в Бирмингеме в 1838 году под названием «Спринг-Хилл-колледж» (англ. Spring Hill College). В 1886 году был переведён в Оксфорд.
В настоящее время (2016) насчитывает около 50 академических сотрудников и более 250 учащихся, в их числе 50 последипломников.
Первоначально был образован для обучения священников-нонконформистов. Полноправная часть Оксфордского университета с 1955 года, полноправный статус колледжа — с 1995 года.
Среди его почётных членов: Эшдаун, Пэдди, Картер, Джимми, Кроссли, Пол, Окри, Бен, Уорнер, Марина.